# Aqueduc des Voûtes
L'aqueduc des Voûtes ou aqueduc-épanchoir des Voûtes aussi appelé aqueduc de l'Hers est un des nombreux pont-canal construits sur le canal du Midi. Situé en France sur les communes de Renneville et de Gardouch, près de Villefranche-de-Lauragais, dans le département de la Haute-Garonne, en région Occitanie. 

## Histoire
L'aqueduc des Voûtes a été inscrit à l’inventaire supplémentaire des monuments historiques le 24 avril 1998.
C'est un aqueduc construit pour permettre au canal du Midi de franchit l'Hers-Mort. Ce pont-canal a été conçu par Vauban et construit entre 1688 et 1690 par Jean Barrière et Pierre Berquière,.
La rivière qu'il enjambe est aussi connue sous le nom de l'Hers.